# Great Warley
Great Warley – wieś w Anglii, w hrabstwie Essex, w dystrykcie Brentwood. Leży 21 km na południowy zachód od miasta Chelmsford i 32 km na wschód od Londynu.